# Сеннозеро
Сеннозеро — пресноводное озеро на территории Кестеньгского сельского поселения Лоухского района Республики Карелии.

## Общие сведения
Площадь озера — 13 км², площадь водосборного бассейна — 47,7 км². Располагается на высоте 132,6 метров над уровнем моря.
Форма озера лопастная, продолговатая: оно более чем на восемь километров вытянуто с запада на восток. Берега изрезанные, каменисто-песчаные, местами заболоченные.
С северной стороны Сеннозера вытекает река Сенная, втекающая с правого берега в реку Лопскую, впадающую в озеро Пажма, являющееся частью Ковдозера. Через последнее протекает река Ковда, впадающая, в свою очередь, в Белое море.
В озере около десятка островов различной площади, однако их количество может варьироваться в зависимости от уровня воды.
С севера и юго-востока к озеру подходят автозимники.
Населённые пункты вблизи водоёма отсутствуют.
Код объекта в государственном водном реестре — 02020000611102000001570.